# Człowiek z Cienia
Człowiek z cienia – polski krótkometrażowy dramat filmowy z roku 1995 w reżyserii Jerzego Zińczuka, na podstawie wspólnego scenariusza z Janem Kamińskim. 
Akcja toczy się w latach 90. i nawiązuje do głośnej w XX w. sprawy porwania 22 stycznia 1957 i zabójstwa warszawskiego licealisty Bohdana Piaseckiego. 
Dzielący razem stancję - Kasia i Adam - odnajdują szpulkę taśmy filmowej, na której zarejestrowano zabójstwo. Ich odkrycie rzuca nowe światło na sprawę zbrodni sprzed wielu lat. Budzi się nadzieja oraz budzą się demony. Film ma na celu przywrócenie świadomości, o tej niewyjaśnionej do dziś zbrodni. Fabuła nie odzwierciedla prawdy historycznej. W rolę licealisty wcielił się Szymon Hołownia.
Film realizowany był jako produkcja niezależna i nie był szerzej prezentowany. Obecnie autor udostępnia go w całości na portalu youtube - link do filmu. 

## Fabuła
W Prokuraturze Generalnej w Warszawie pojawia się przeniesiony właśnie do Warszawy prokurator z prowincji z zamiarem wznowienia dochodzenia w sprawie głośnej zbrodni politycznej sprzed lat - znanej jako Zabójstwo Bohdana Piaseckiego

## Obsada
W oparciu o napisy filmu.

- Jan Kamiński – prokurator z prowincji
- Katarzyna Dąb – studentka
- Adam Dzienis – student
- Szymon Hołownia – licealista Bohdan Piasecki
- Andrzej Jakimiec – pracownik Prokuratury Generalnej
- Dorota Milewska – pracownik Prokuratury Generalnej
- Jarosław Jabłoński – SB-ek (człowiek z cienia - młody)
- Andrzej Brzeziński – SB-ek (człowiek z cienia - stary)

## Produkcja
Film ma na celu przywrócenie świadomości, o tej niewyjaśnionej do dziś zbrodni. Fabuła nie odzwierciedla prawdy historycznej.